# Bembé

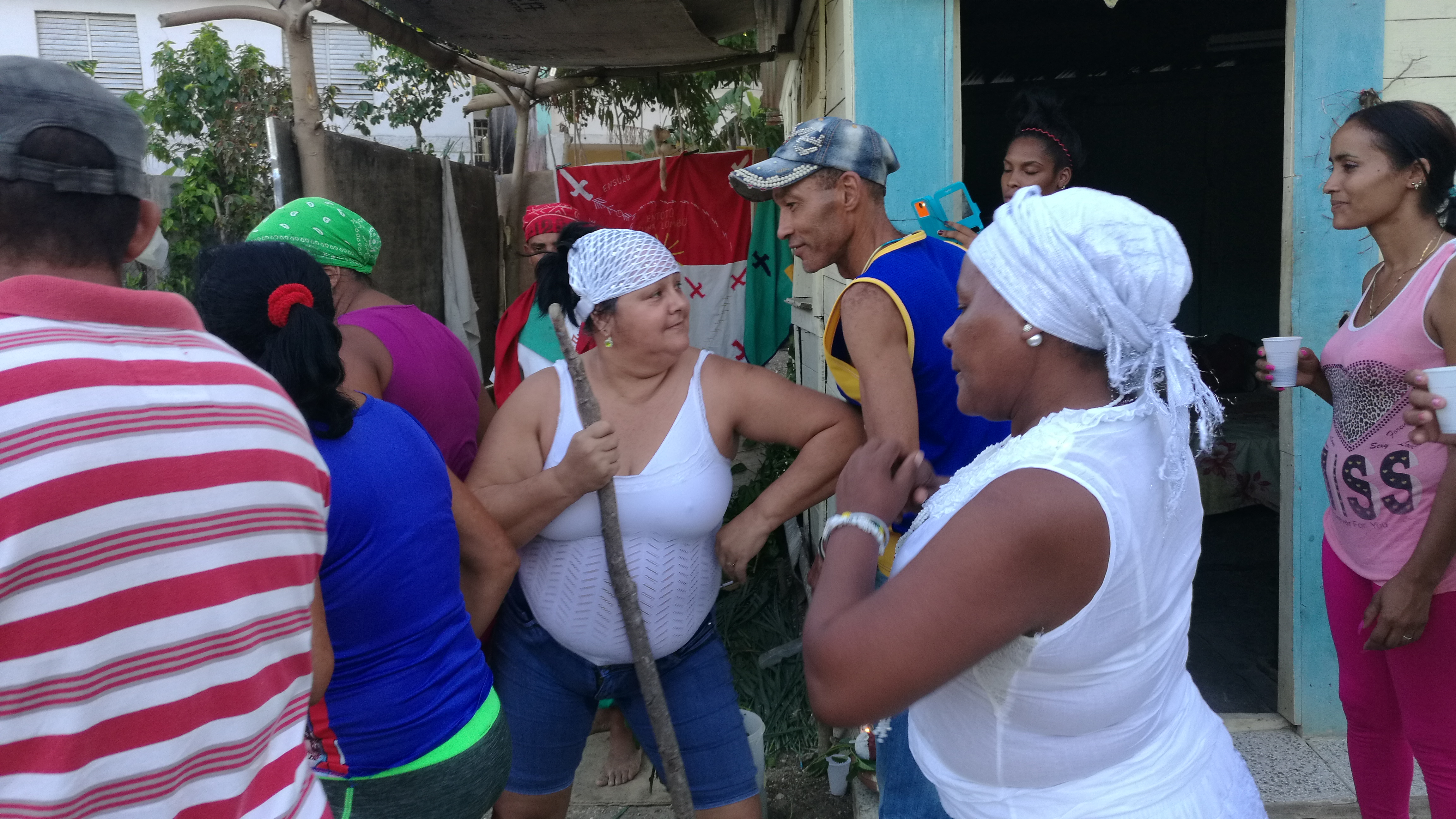
Santeria bembé en Cuba, 2017.

El bembé es una fiesta afrocubana para los Orishas en la mitología yoruba. Fue históricamente una fiesta religiosa de los grupos étnicos africanos, que conservaron sus familias asentadas en las periferias de los bateyes de los ingenios, colonias de caña y fincas de café en Cuba, fabricando sus bohíos con la autorización de los propietarios.
En este espacio interactuaron con otros grupos étnicos como los canarios, en las actividades económicas, en el vecindario, estableciendo tipos de cooperación y de ayuda vecinal, en los juegos y fiestas populares.